# Municipio de Otter Creek (condado de Tama)
El municipio de Otter Creek (en inglés: Otter Creek Township) es un municipio ubicado en el condado de Tama en el estado estadounidense de Iowa. En el año 2010 tenía una población de 305 habitantes y una densidad poblacional de 3,26 personas por km².

## Geografía
El municipio de Otter Creek se encuentra ubicado en las coordenadas 41°59′33″N 92°28′27″O / 41.99250, -92.47417. Según la Oficina del Censo de los Estados Unidos, el municipio tiene una superficie total de 93.5 km², de la cual 93,5 km² corresponden a tierra firme y (0 %) 0 km² es agua.

## Demografía
Según el censo de 2010, había 305 personas residiendo en el municipio de Otter Creek. La densidad de población era de 3,26 hab./km². De los 305 habitantes, el municipio de Otter Creek estaba compuesto por el 98,69 % blancos y el 1,31 % eran de una mezcla de razas. Del total de la población el 0,98 % eran hispanos o latinos de cualquier raza.